# Chobe-Nationalpark
Der Chobe-Nationalpark (Chobe National Park) ist ein Nationalpark in Botswana. Er wurde 1967 als erster Nationalpark des Landes kurz nach dessen Unabhängigkeit gegründet. Im Gebiet des Parks existierte eine größere Siedlung, die nach und nach verkleinert wurde. Seit 1975 leben keine Menschen mehr im Park. Durch Erweiterungen in den Jahren 1980 und 1987 erreichte der Chobe-Nationalpark seine heutige Ausdehnung von 10.566 km². Zu seinem Ökosystem gehören auch das 2400 km² große Chobe-Waldreservat (Chobe Forest Reserve) im Norden, das 1200 km² große Kasane-Reservat im Nordosten und das Maikaelelo-Reservat im Süden mit 300 km². Der Nationalpark liegt auf 900 Metern Höhe über dem Meeresspiegel am Vierländereck von Namibias Caprivizipfel, Sambia, Simbabwe und Botswana und weist einen Jahresniederschlag von 500 bis 600 mm auf. Er ist Teil des geplanten grenzüberschreitenden Schutzgebiets Kavango-Zambezi.
Der Nationalpark wurde nach dem Fluss Chobe benannt, der über 35 Kilometer die Nordgrenze des Parks bildet. Der Chobe kommt aus Angola und wird dort Cuando genannt. Nach dem Fluss ist auch der Chobe-Distrikt benannt, in dem der Park liegt. Der Chobe-Nationalpark ist für die riesigen Elefanten- und Kaffernbüffel-Herden bekannt und bildet den Süden des Verbreitungsgebiets des Puku. Besonders hohe Wildkonzentrationen sind um den Savuti-Fluss in der Mababesenke anzutreffen, die einst ein großer See war.

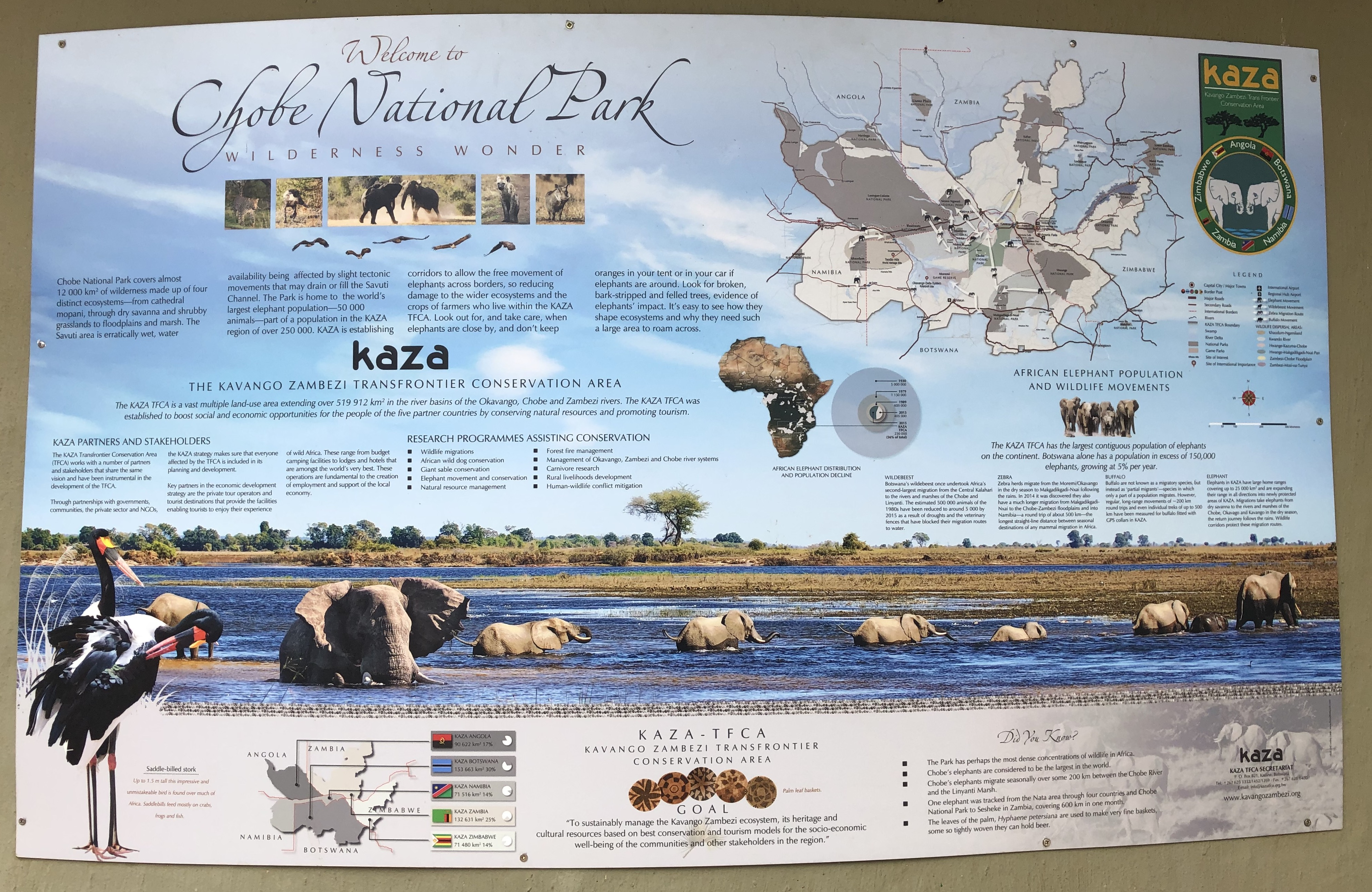
Übersichtstafel am Eingang
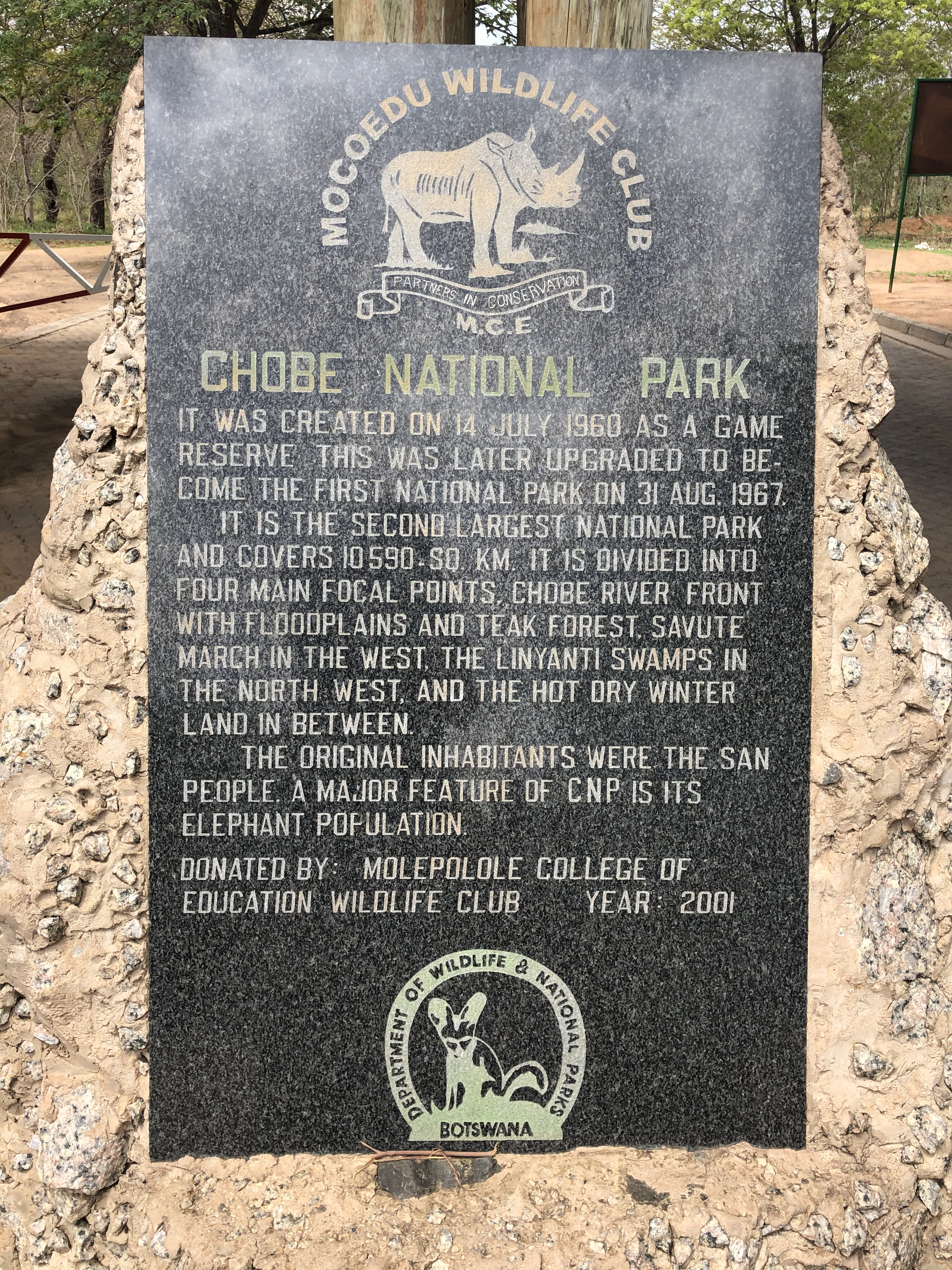
Tafel zur Gründung
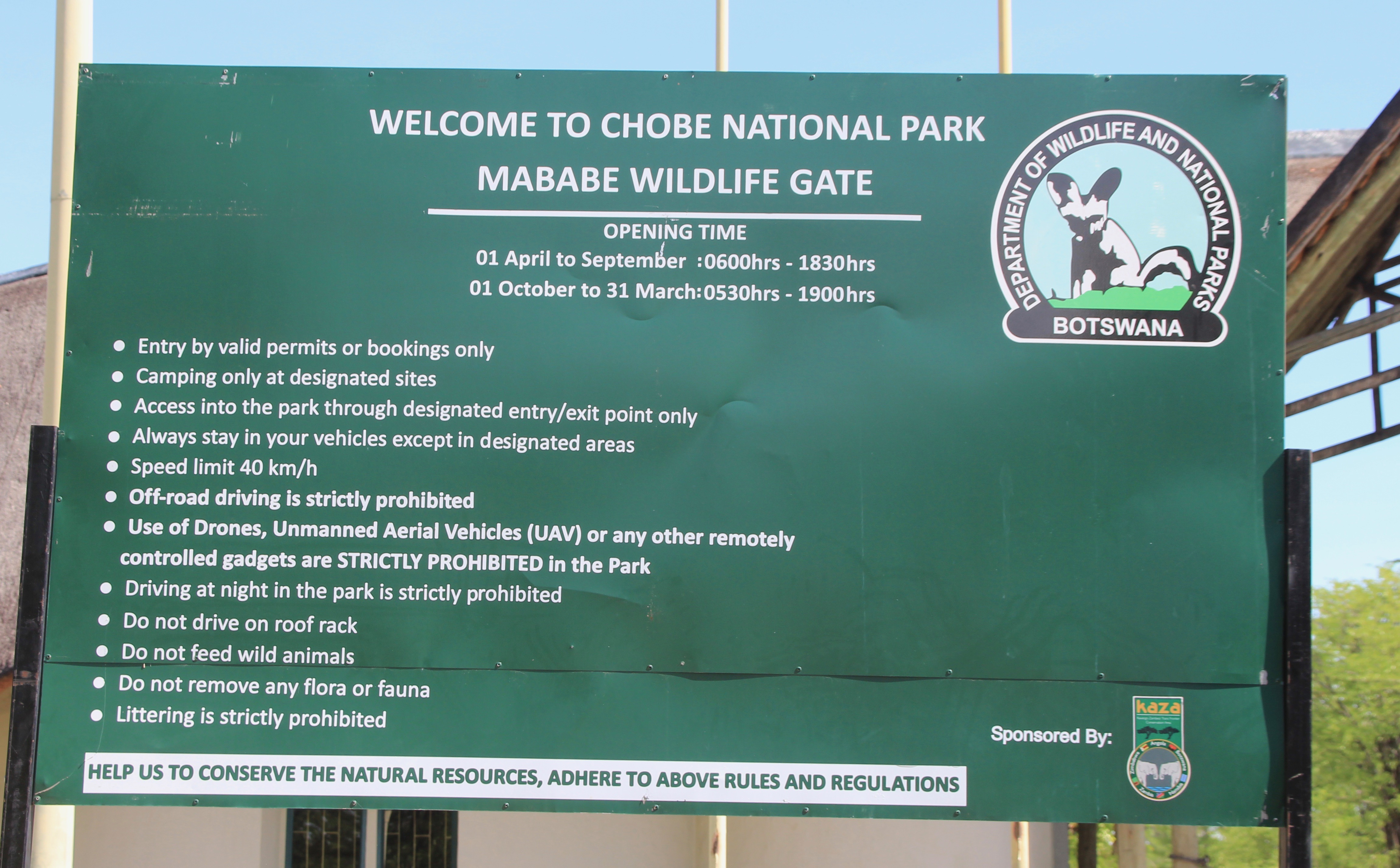
Hinweise

## Vegetation
Die Vegetation der Region besteht vornehmlich aus Baum- und Buschsavannen. Östlich von Ngoma erstreckt sich typische Ufervegetation entlang des Chobe-Flusses. Neben dem streckenweise üppigen Galeriewald und Grassavannen gibt es auch eher trockenes Mopane-Gebiet.

## Tierwelt
Chobe ist besonders für seine großen Elefantenherden bekannt. In der Trockenzeit 2004 sammelten sich etwa 30.000 Tiere im Nationalpark. Im Jahr 2009 ergaben offizielle Zählungen rund 120.000 Tiere. Im Gebiet des Savuti-Flusses werden junge und halbwüchsige Elefanten besonders während Dürreperioden regelmäßig zur Beute von Löwen.
Das Chobe-Gebiet beherbergt zahlreiche weitere Großraubtiere wie Löwen, Fleckenhyänen, Geparde, Leoparden und Wildhunde. Steppenzebras kommen vor, ebenso Giraffen, Flusspferde und Warzenschweine. Am Chobe-Fluss ist das Buschschwein nachgewiesen. Kaffernbüffel sind häufig. Zahlreiche Antilopenarten zählen zur Fauna des Gebietes. Die größeren darunter sind Leierantilope, Kuhantilope, Streifengnu, Elenantilope, Großer Kudu, Rappenantilope, Pferdeantilope, Schwarzfersenantilope, Wasserbock, Lechwe, Puku, Riedbock und Buschbock. Im Bereich der Linyanti-Sümpfe kommt die Sitatunga vor. Kleinere Arten sind Kronenducker, Steinböckchen, Sharpe-Greisbock und das seltene Oribi, das in Botswana auf den Norden beschränkt ist. Springböcke und Spießböcke leben in den südlich angrenzenden Trockenzonen. Der Park verfügt über eine reiche Vogelwelt.

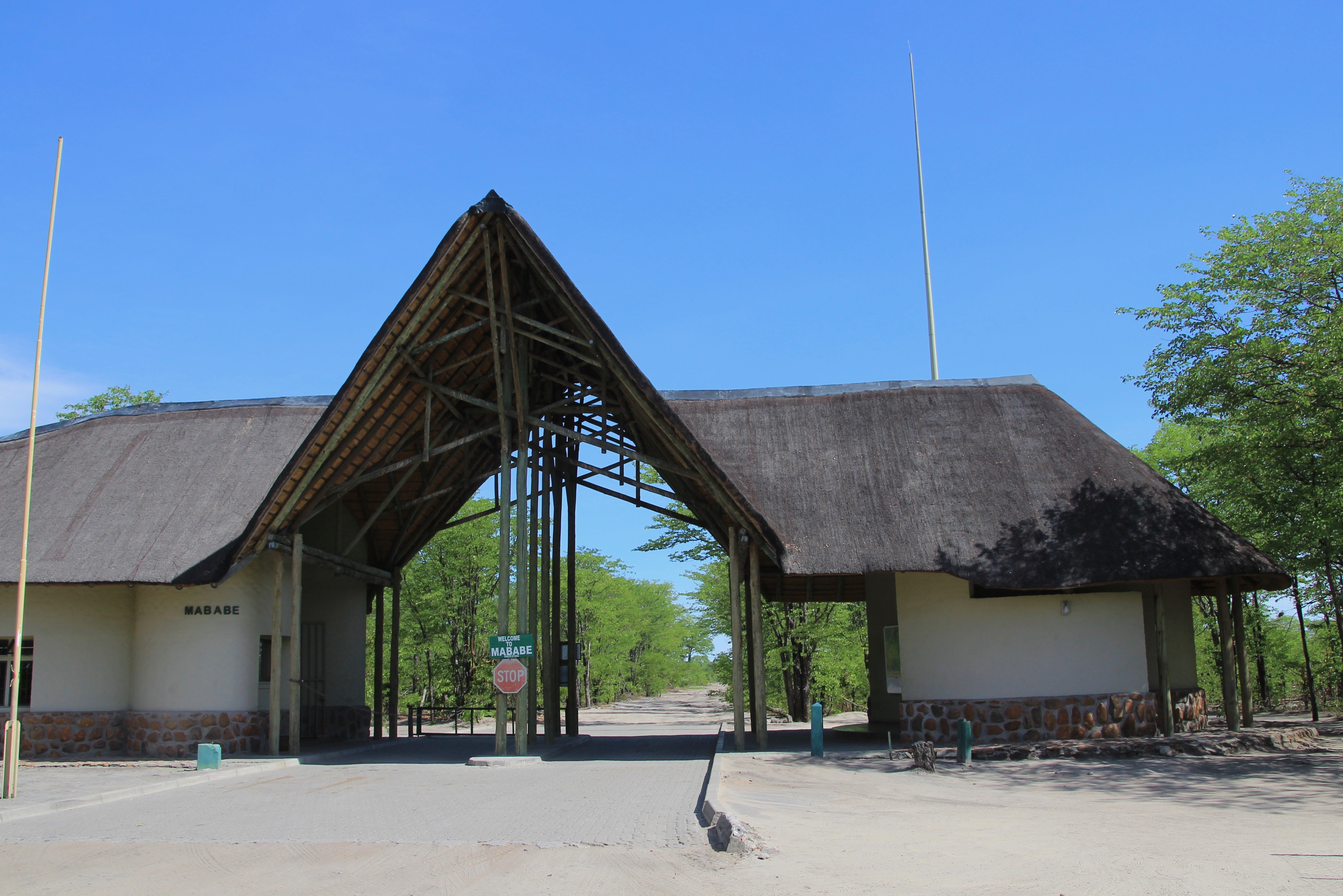
Chobe-Gate
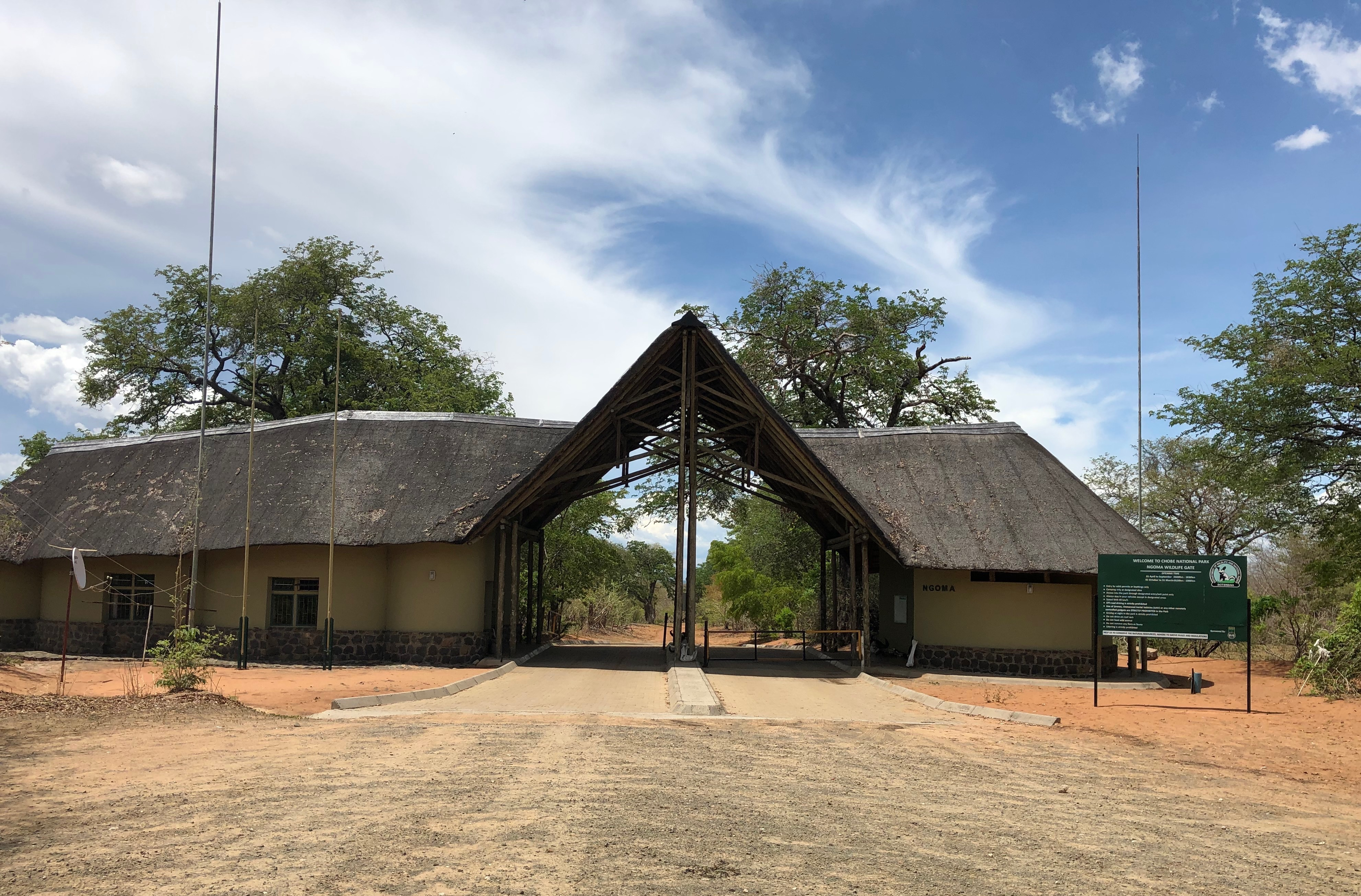
Ngmona-Gate
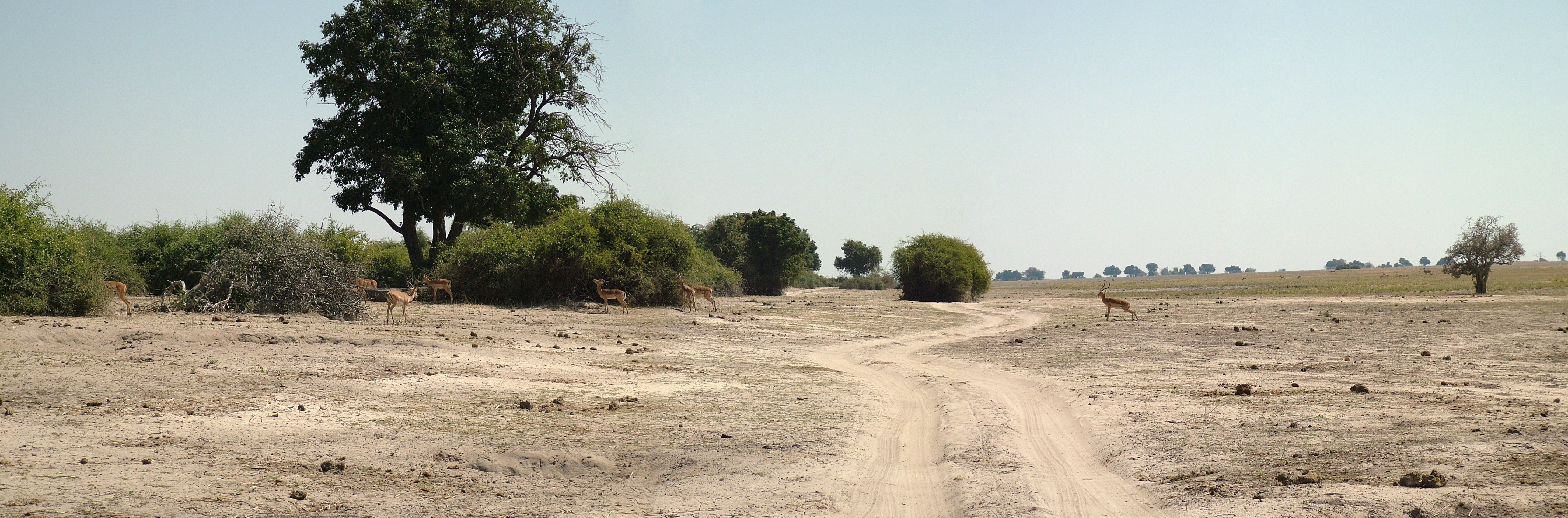
Landschaft nahe dem Chobe-Fluss
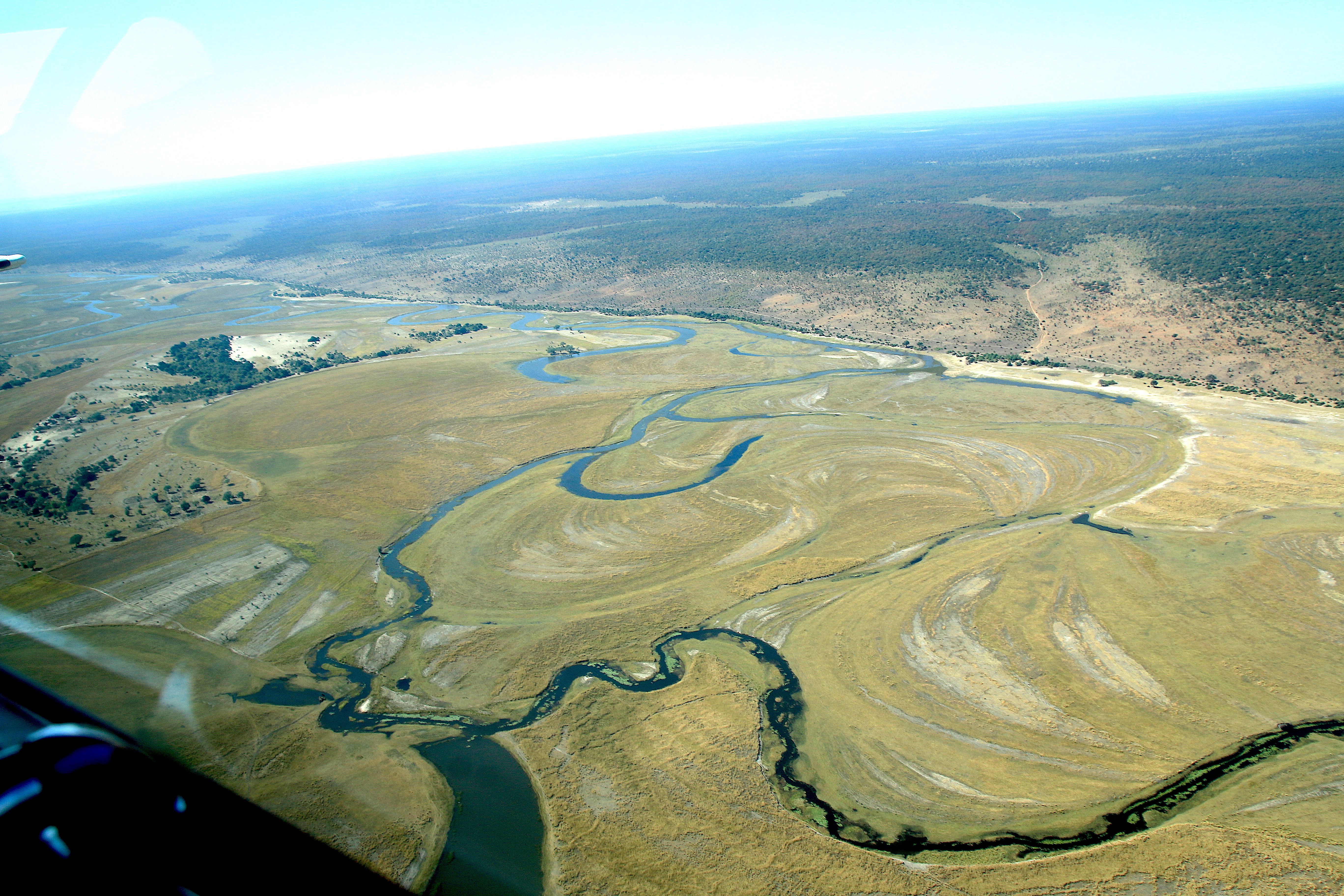
Luftaufnahme des Chobe-Flusses im Chobe-Nationalpark (2019)